# Semiothisa kanshireiensis
Semiothisa kanshireiensis är en fjärilsart som beskrevs av Alfred Ernest Wileman 1914. Semiothisa kanshireiensis ingår i släktet Semiothisa och familjen mätare. Inga underarter finns listade i Catalogue of Life.